# Musée de l'Ardenne
Le musée de l'Ardenne est un musée de France municipal appartenant à la ville de Charleville-Mézières. Situé dans les bâtiments de la Place Ducale, le musée propose différentes salles sur plusieurs niveaux retraçant l'histoire de la ville mais également de l'Ardenne transfrontalière.

## Bâtiment
Tout comme l'ensemble des pavillons de la Place Ducale, il bénéficie d'une protection, étant classé au titre des monuments historiques en 1944 et inscrit en 1980. Le musée prend place dans plusieurs bâtiments édifiés du XVIIe au XXe siècle, s’agençant autour d'une cour intérieure et d'un jardin. Il offre un passage public reliant la Place Ducale à la place Winston-Churchill. Il a été rénové par les architectes François Peiffer, Bruno Freycenon, Franck Plays et Christian Vanelle qui ont créé une extension moderne alliant le verre et l'acier. Il a été inauguré le 20 octobre 1994 et présente ses collections sur une surface de 3 400 mètres carrés.

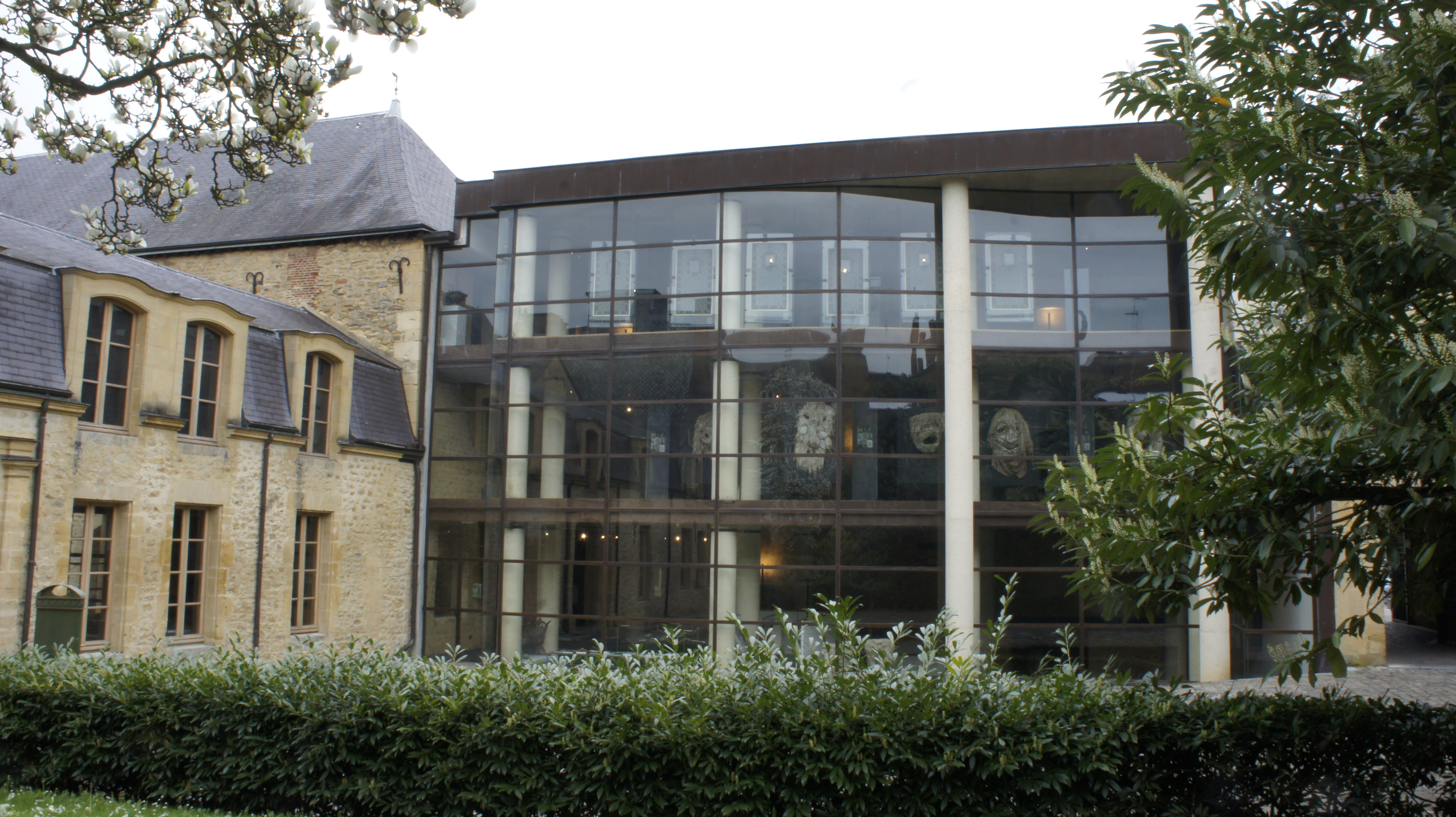
Vue de l'extension moderne depuis le jardin intérieur

## Collections
Le parcours est chronologique : il commence au sous-sol par les collections archéologiques.

### Collections archéologiques
Elles sont constituées d'objets issues de fouilles réalisées dans les Ardennes, réunissant :
- bijoux,
- armes,
- objets de la vie courante,
- sculptures.

On y trouve notamment deux découvertes archéologiques remarquables : les vestiges issus de deux tombes à char, celles de Bourcq et celle de Semide.

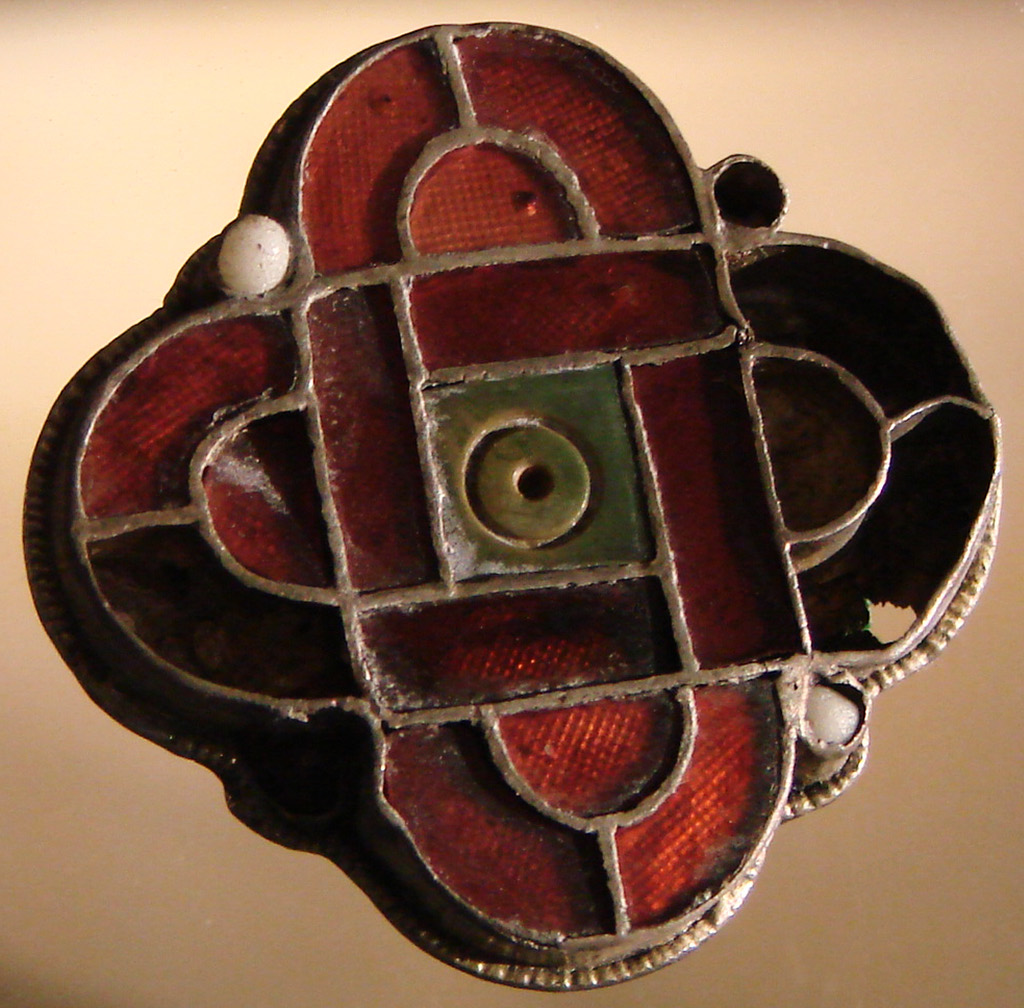
Fibule polylobée.
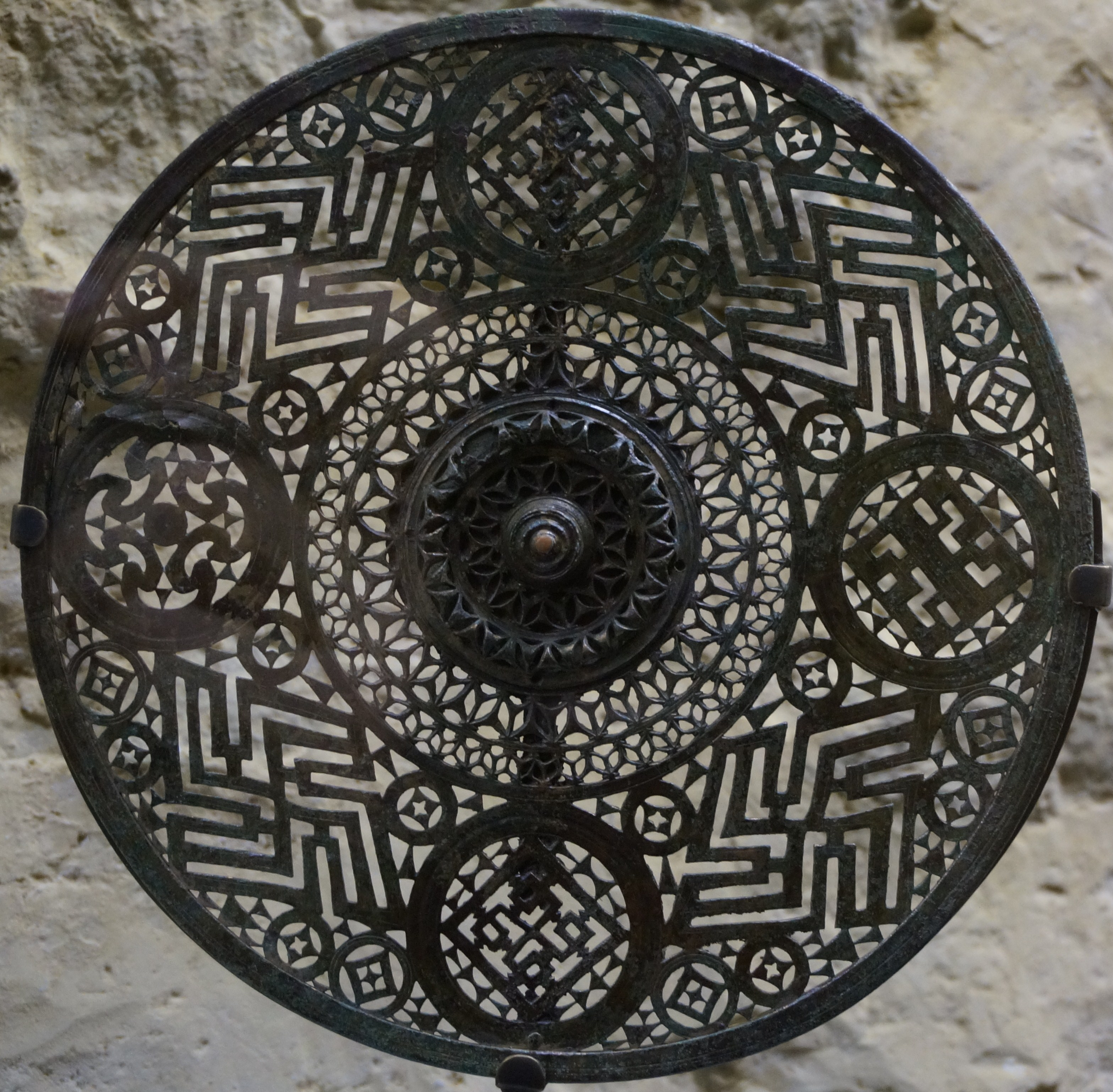
Phalère aux svastikas, Bourcq, tombe à char du Ve siècle av. J.-C.
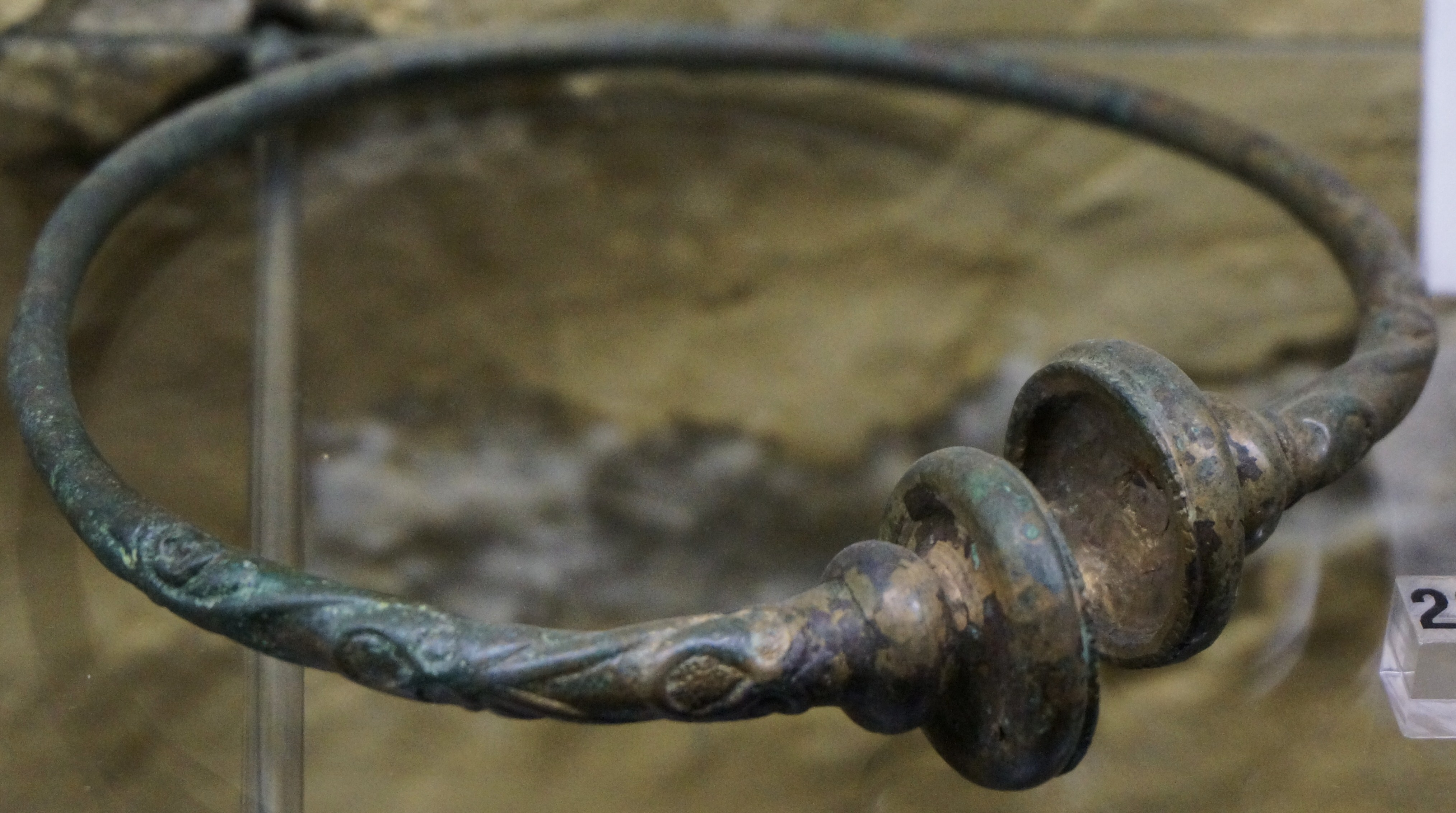
Torque à gros tampons.
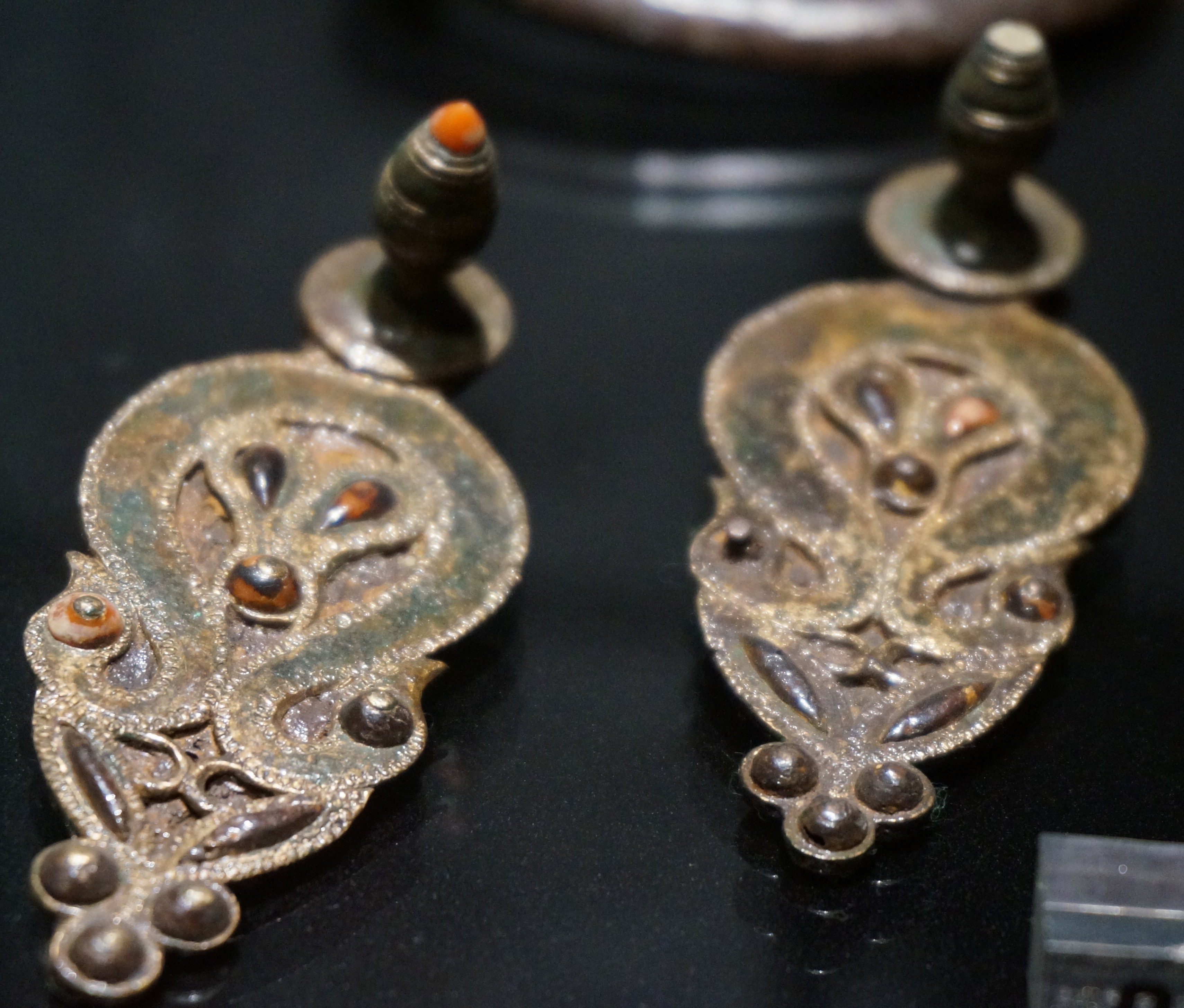
Appliques, Sémide, tombe à char du IVe siècle av. J.-C.

Au rez-de-chaussée, dans l'auditorium, les vestiges d'une fresque gallo-romaine de 6 mètres par 8 mètres, découverts dans le quartier de Montcy-Saint-Pierre, sont mis en valeur par une reconstitution virtuelle projetée par mapping vidéo.
Une autre salle est consacrée aux fonds mérovingiens, dont une cruche en verre soufflé renfermant sa réplique miniature.

### Collection d'armes
La salle des armes, au premier étage, présente la quasi-totalité des modèles produits par la manufacture d'armes de Charleville, notamment le modèle de 1777 dont une cargaison a été embarquée par le marquis de Lafayette sur l'Hermione afin d'équiper les insurgés américains, ainsi que des modèles de production privée. 

### Apothicairerie
L'apothicairerie de l'Hôtel-Dieu Saint-Louis de 1756 présente ses boiseries et ses 120 pots de faïences au public. 

### Collection de monnaies
Le musée présente également une grande collection de pièces de monnaie des principautés d'Arches, Château-Regnault, Bouillon.

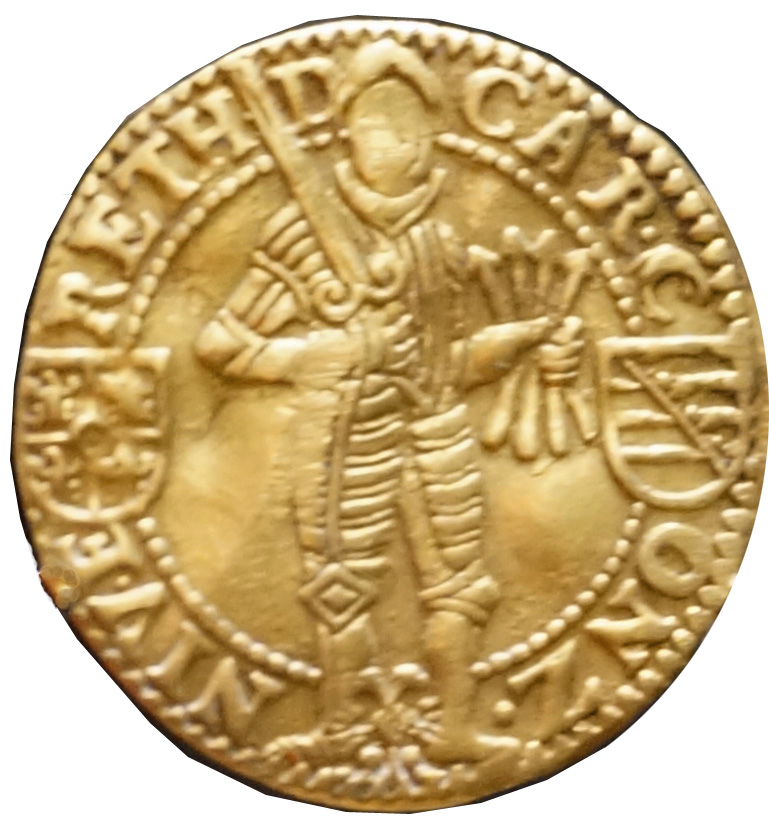
Ducat d'or de Charleville.
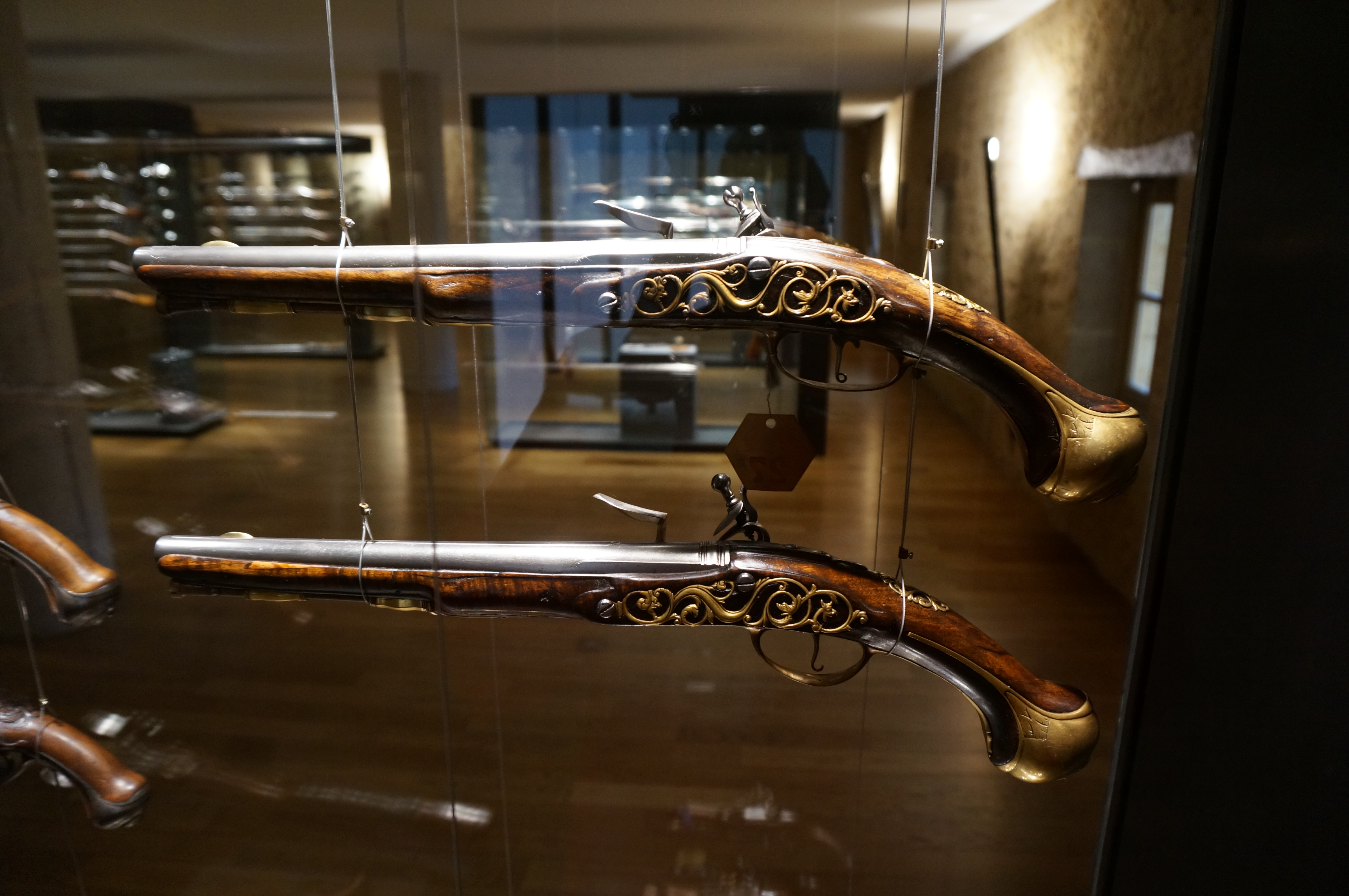
Pistolet d'arçon Champeau.
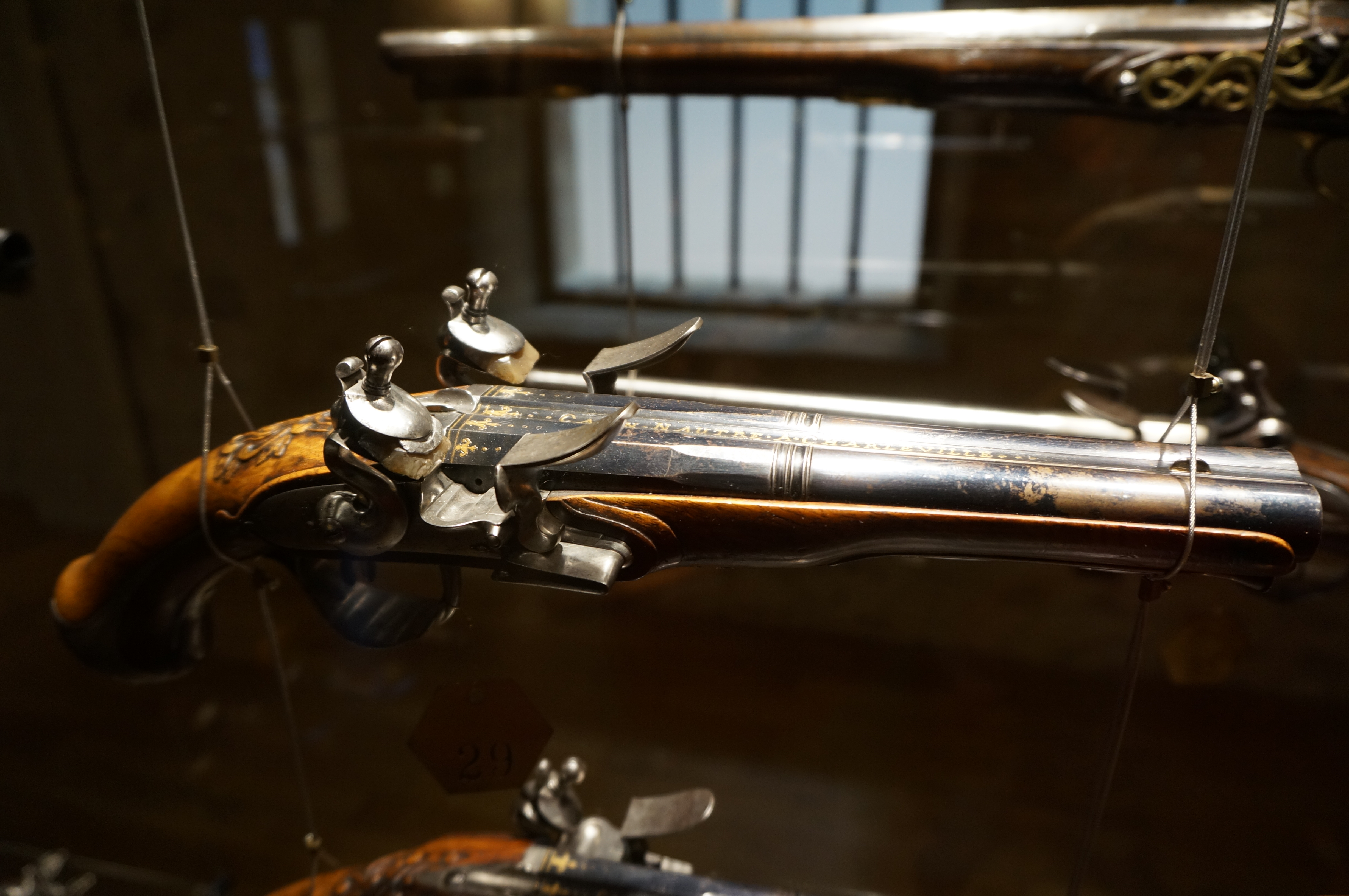
Pistolet double Cassan-Nautre  .
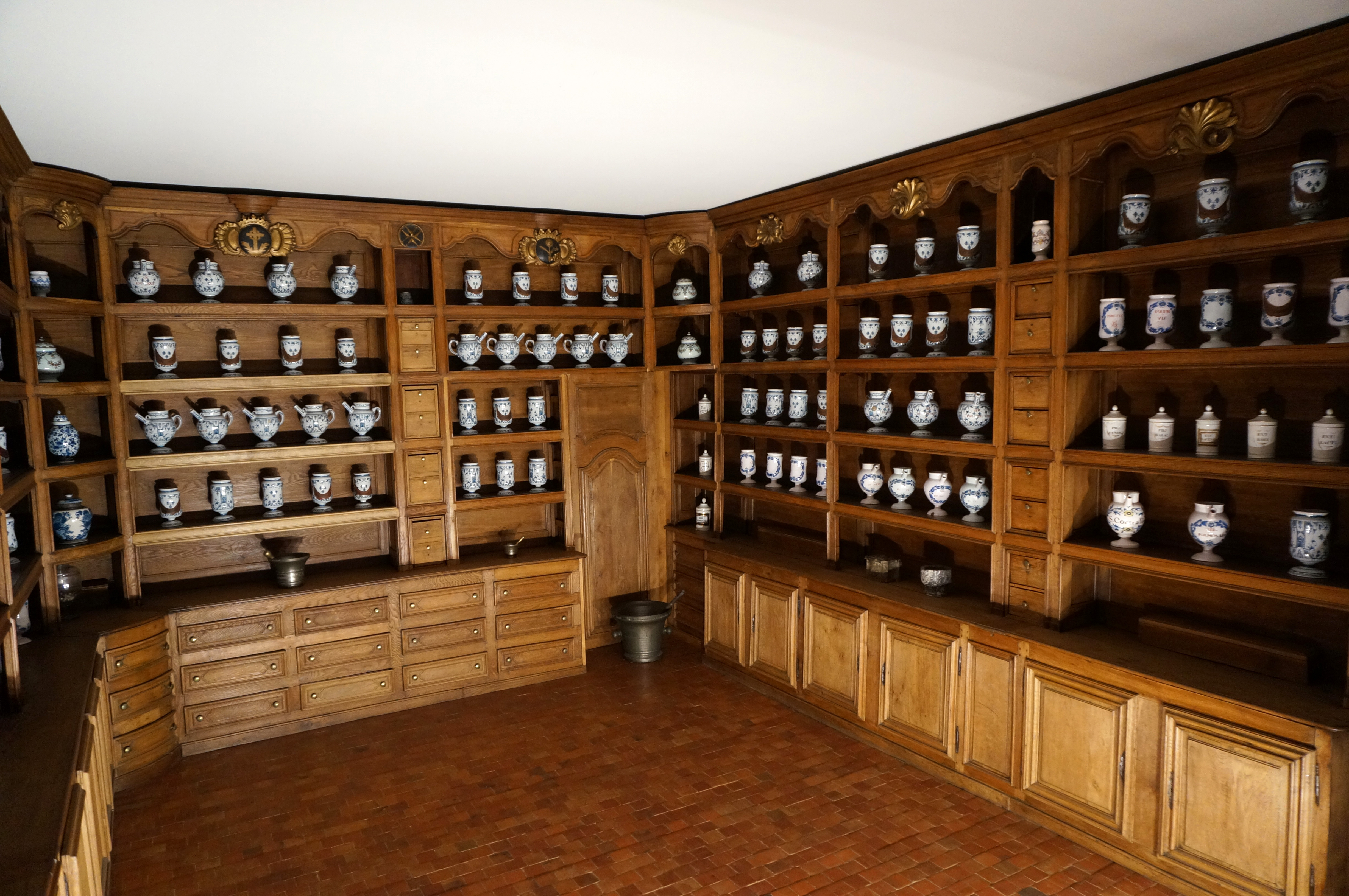
Apothicairerie de l'Hôtel-Dieu
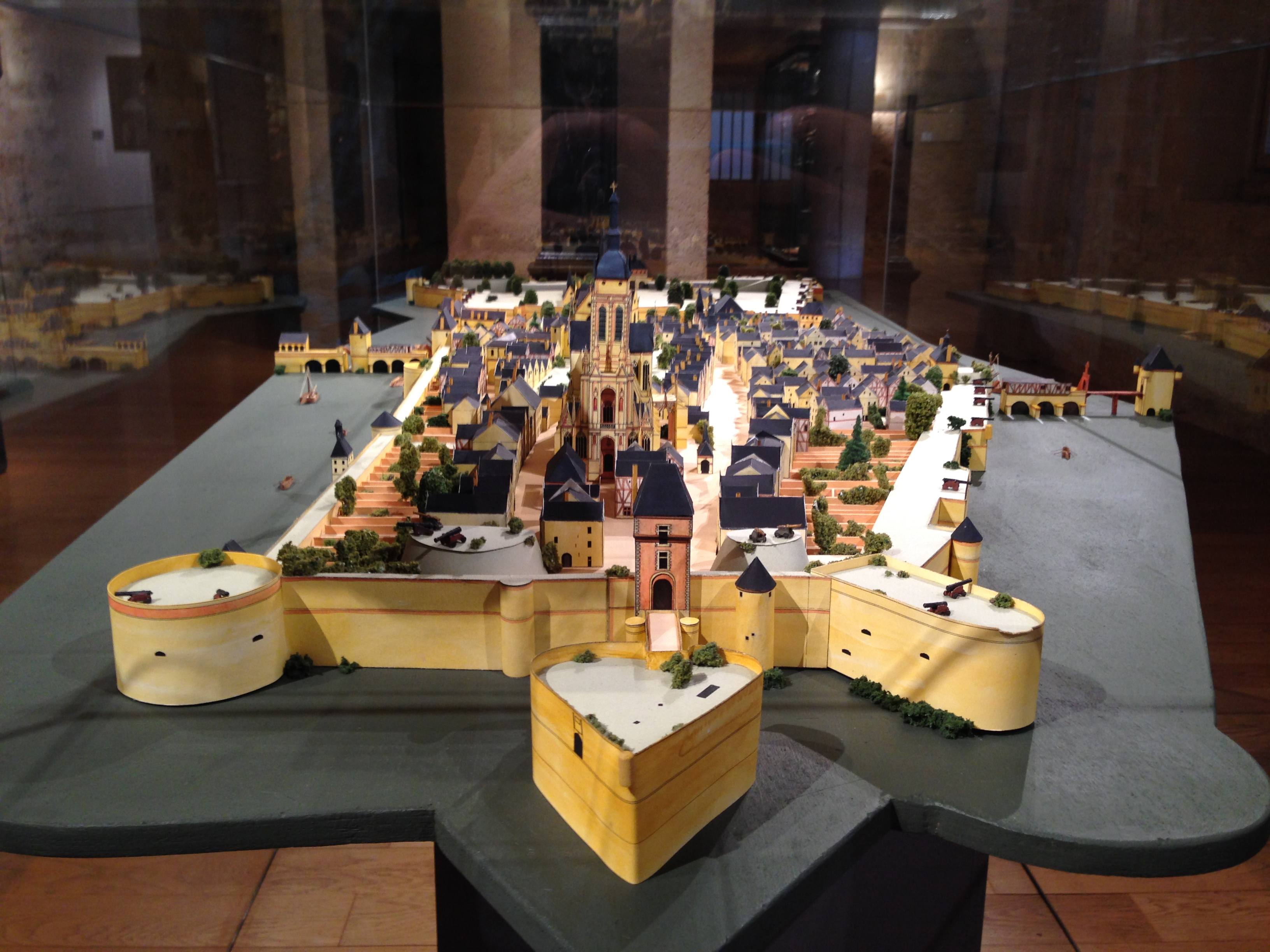
Maquette de Mézières

### Collections de marionnettes
Deux salles sont consacrées aux arts de la marionnette. L'une présente les marionnettes du monde, leurs différentes techniques, et des marionnettes de création. La seconde accueille des expositions semi-temporaires thématiques, accompagnées d'un parcours destiné aux familles. Les intérieurs donnent vue sur le secret du mécanisme de l'horloge à automates, appelée "le grand marionnettiste", qui joue à chaque heure sur la place Winston-Churchill.

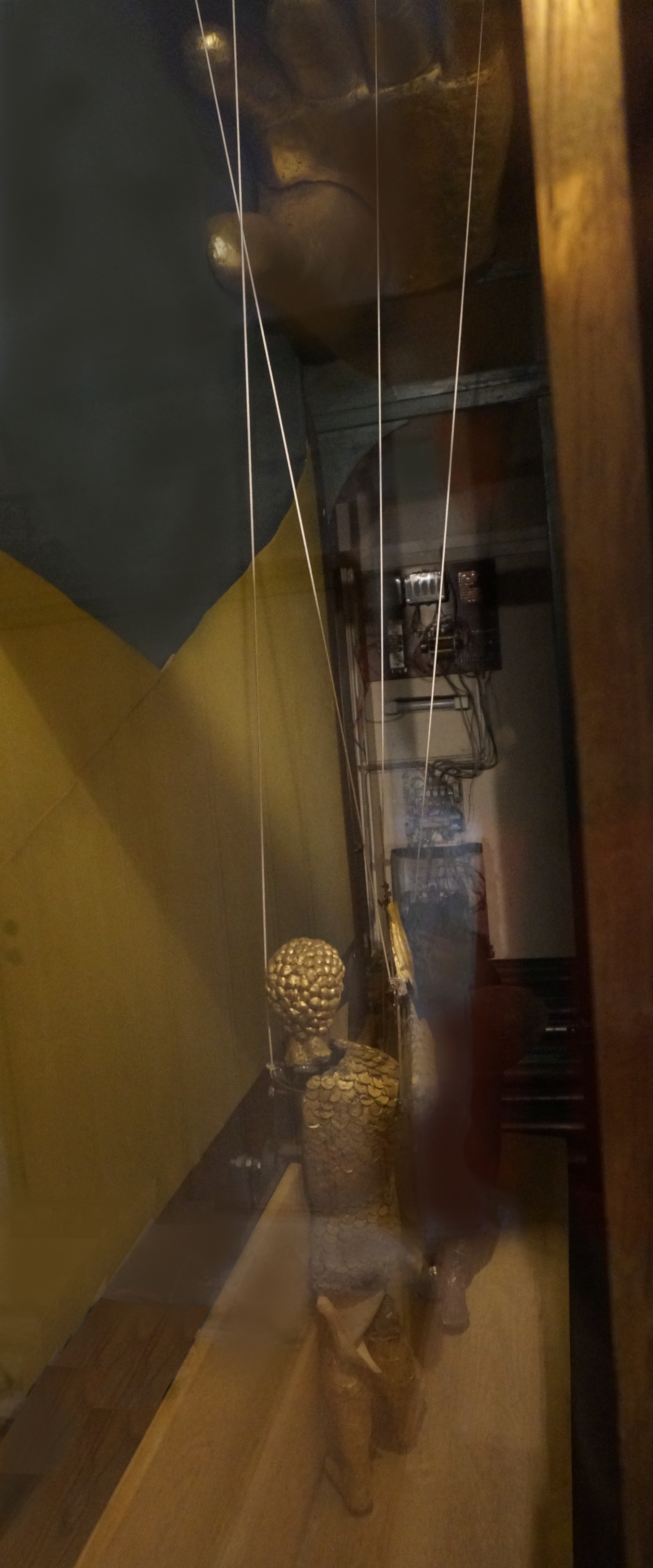
Coulisses du Grand Marionnettiste vues du musée
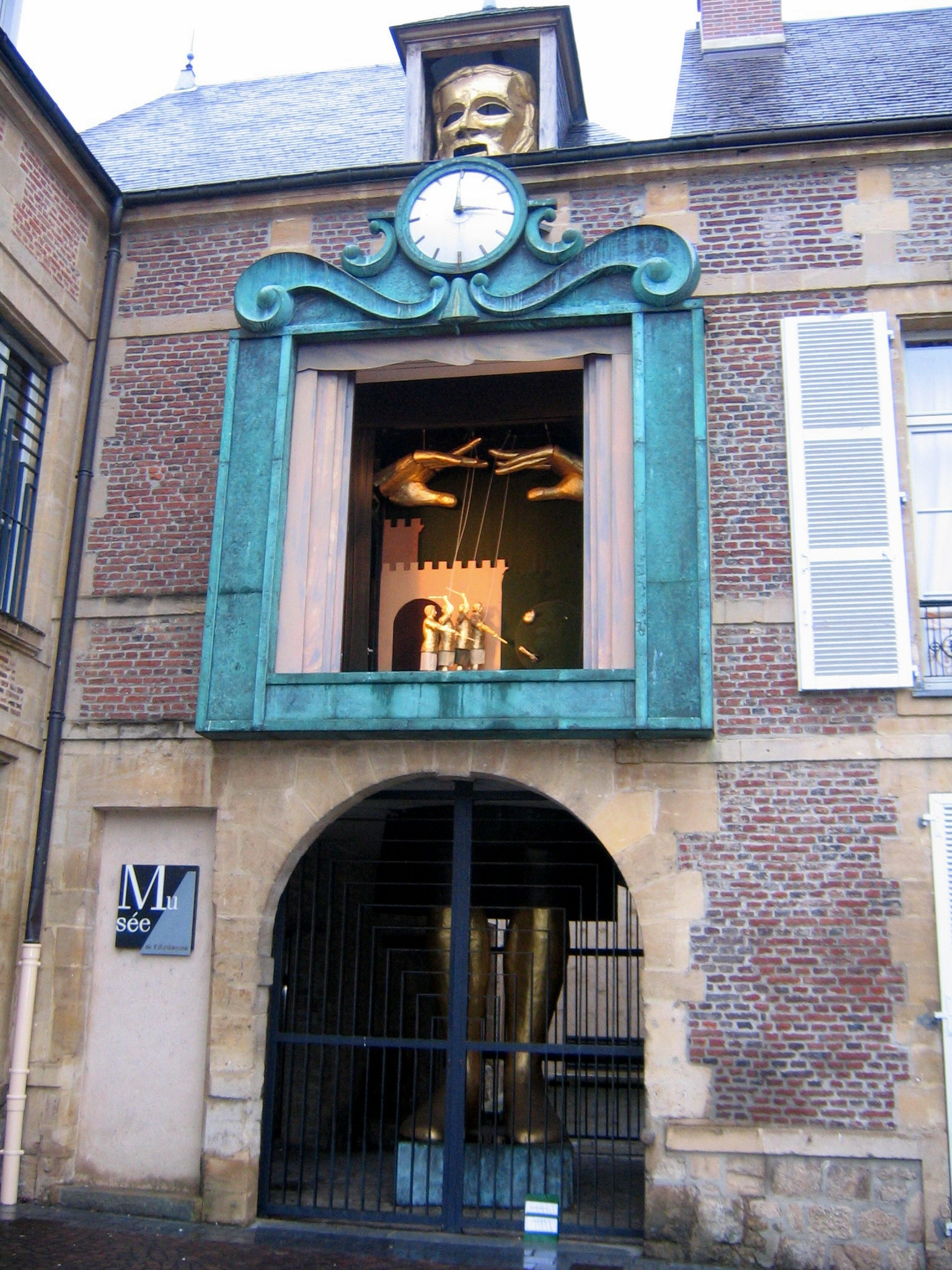
Horloge du Grand Marionnettiste vue depuis la place Winston-Churchill

### Collections de peinture et de sculpture
Les collections de Beaux-Arts réunissent peinture et sculpture d'artistes originaires de l'Ardenne comme Jean-Baptiste Couvelet, Eugène Damas, Paul Gondrexon, Alphonse Colle et Aristide Croisy. Le musée accueille aussi des tableaux de peintres internationalement renommés comme Alfred Sisley, Henri Fantin-Latour, Johan Barthold Jongkind, qui sont déposés au titre des MNR.

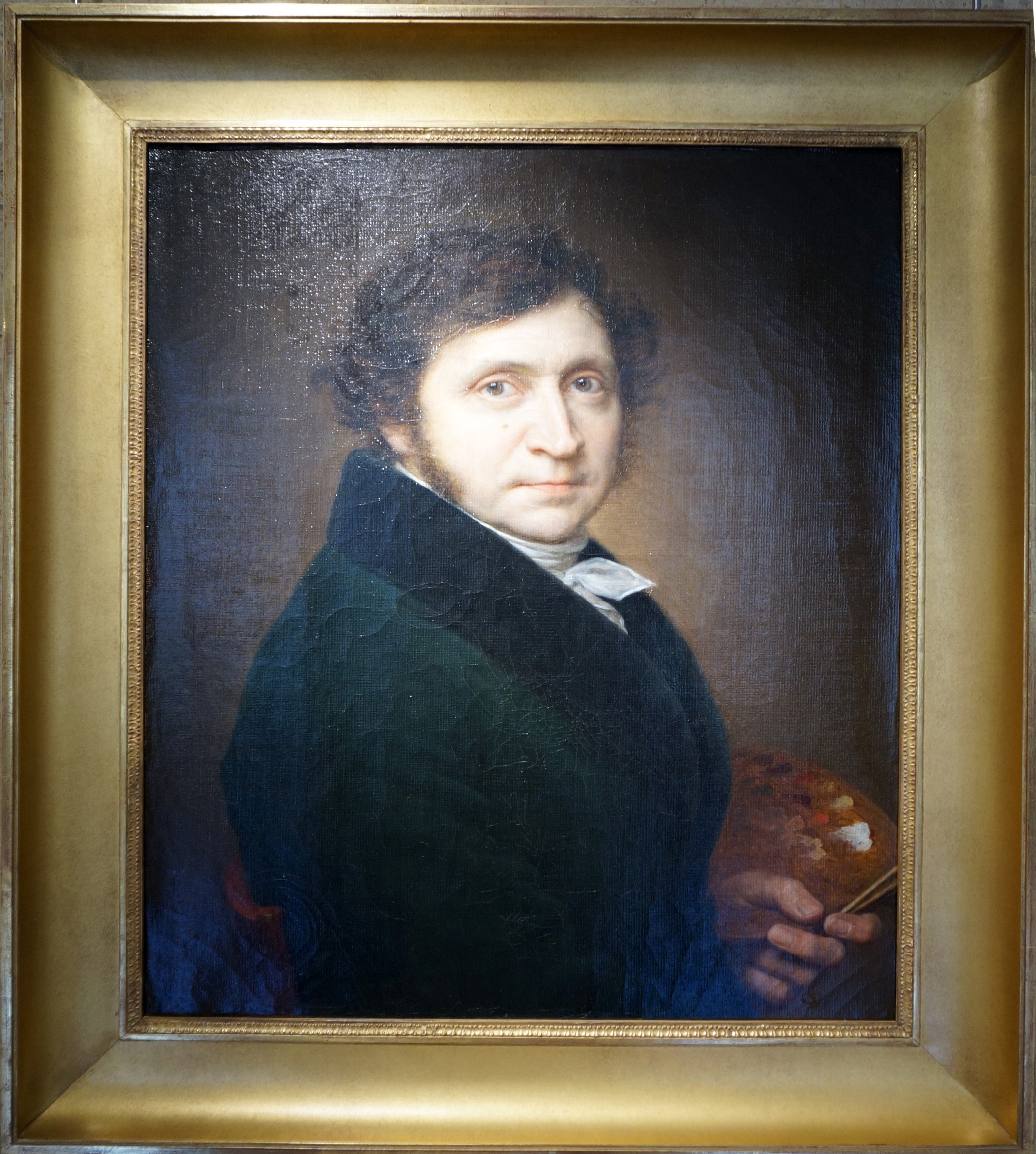
Autoportrait de Jean-Baptiste Couvelet
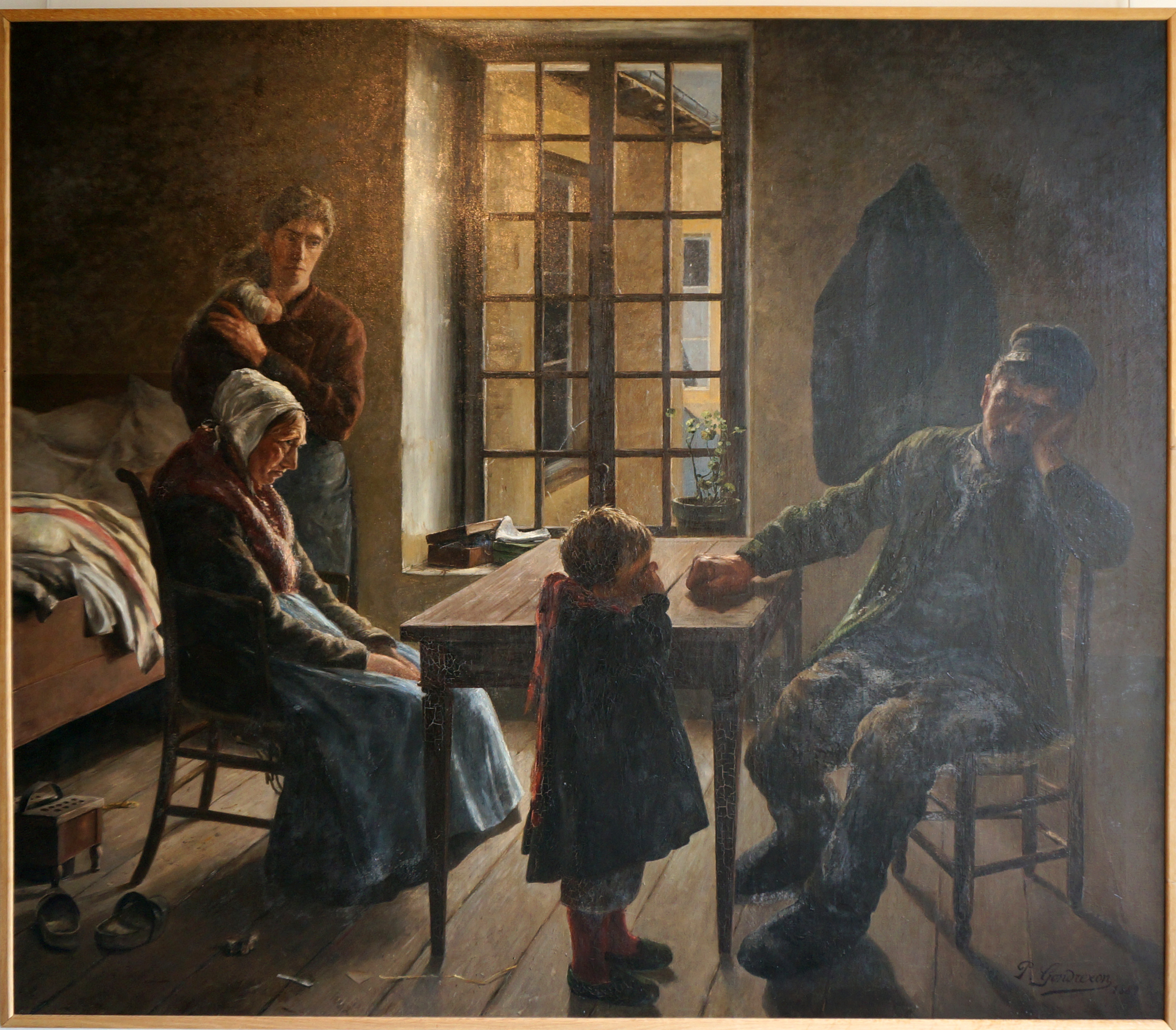
En grève par Paul Gondrexon.
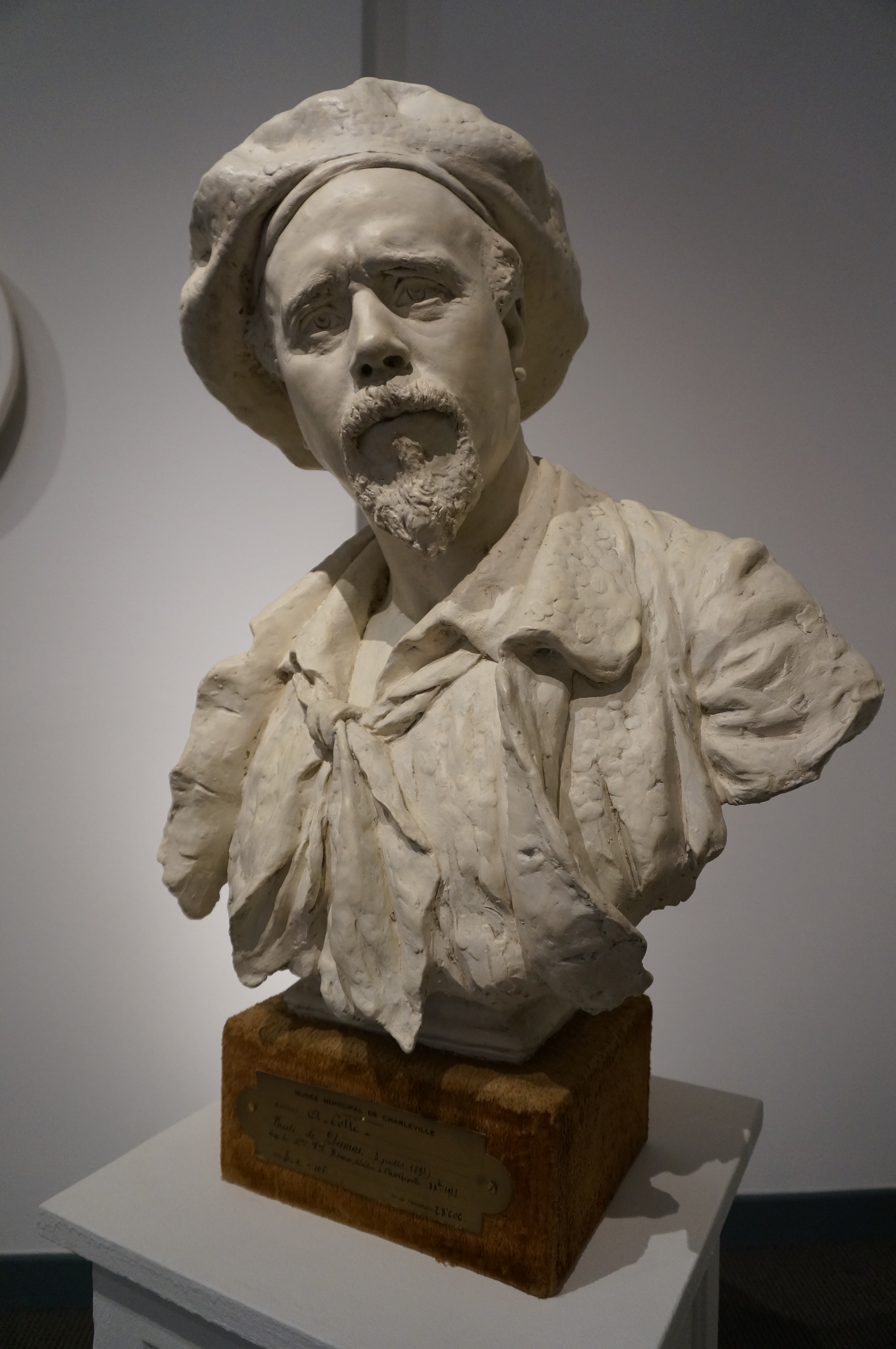
Buste de Eugène Damas par Alphonse Colle.
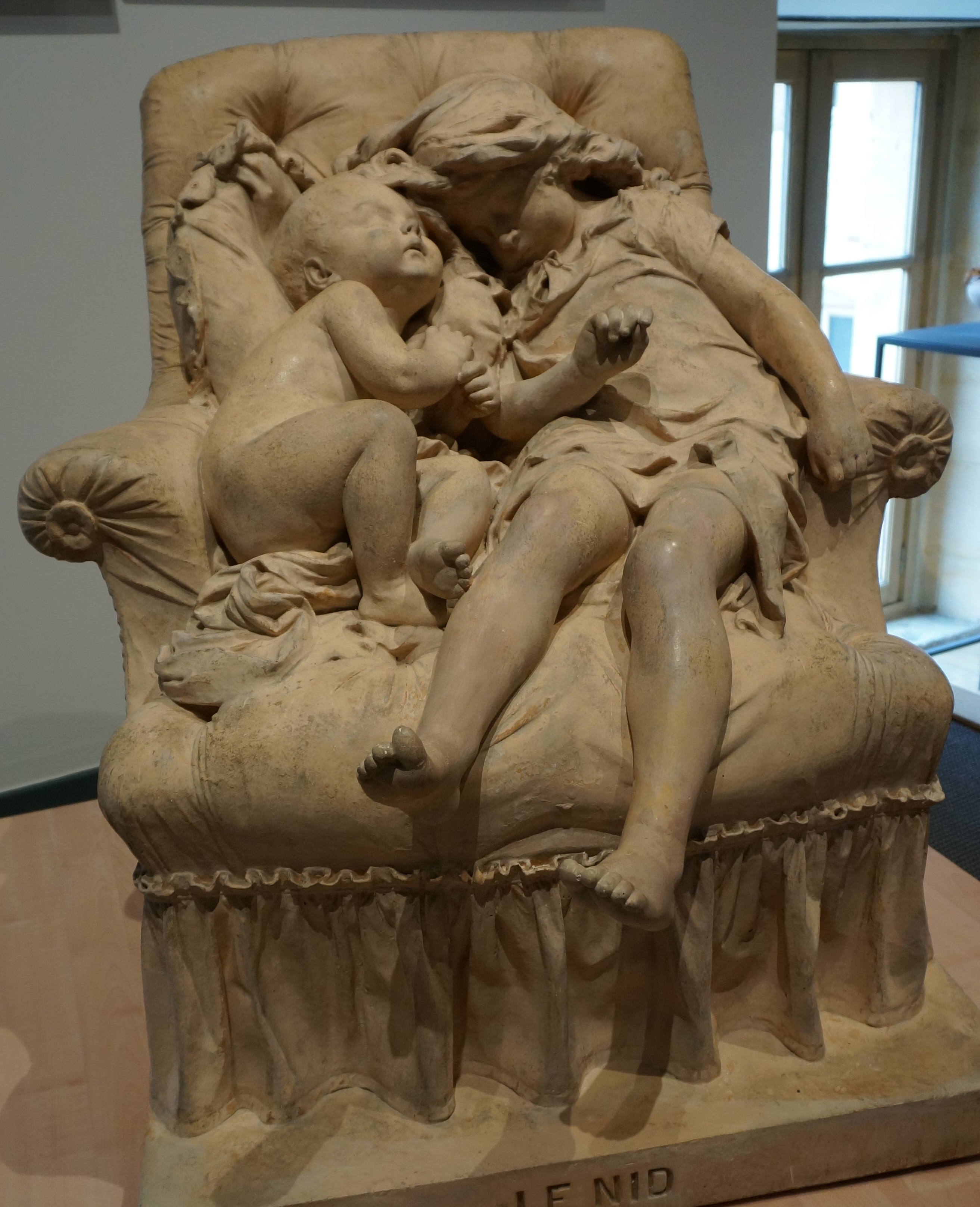
Le Nid par Aristide Croisy
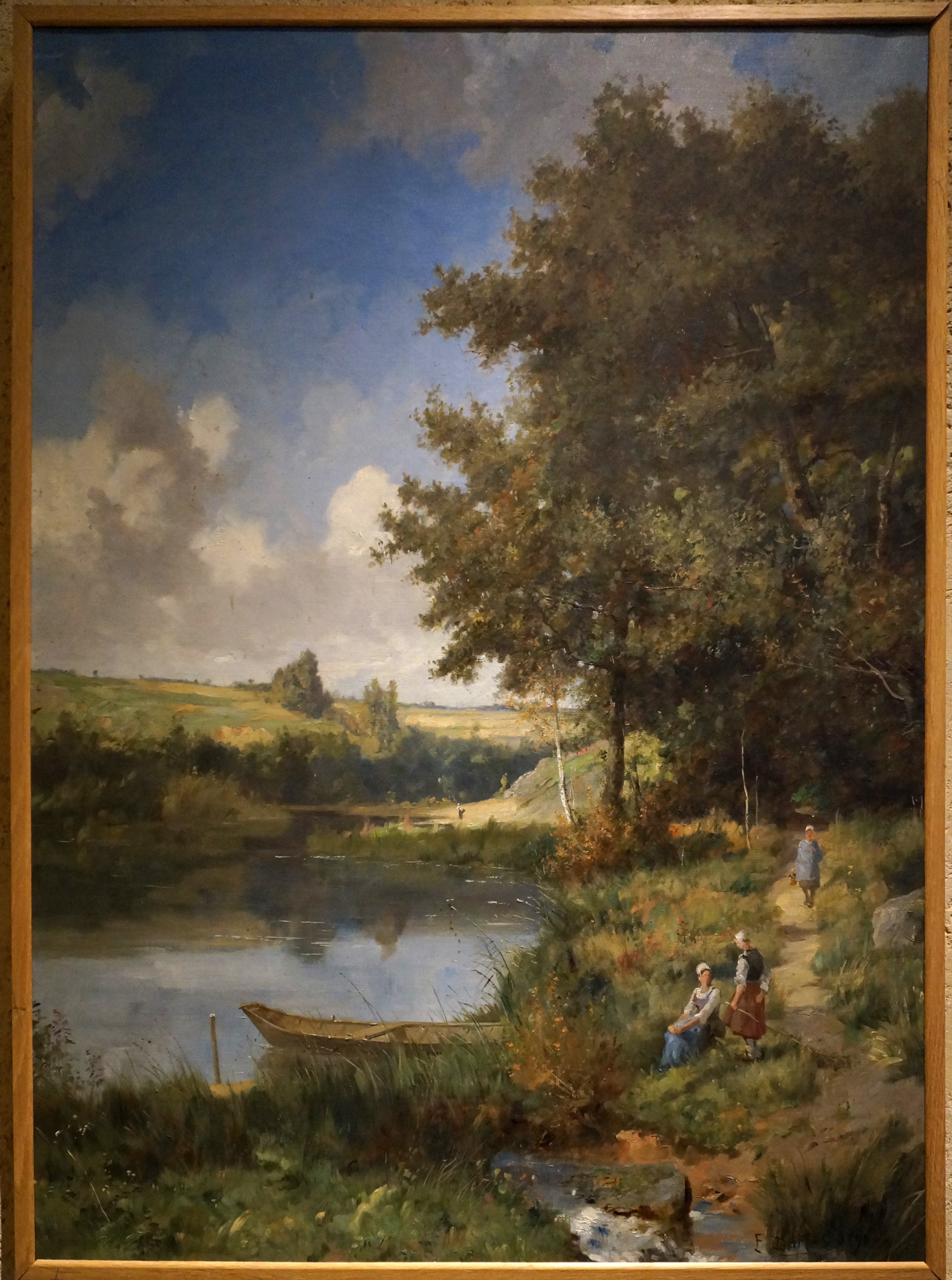
Bord de rivière par Eugène Damas

### Collections industrielles
Le deuxième étage témoigne du passé industriel des Ardennes avec notamment les exemples de la fonte Corneau-Deville et les vitraux du château Marcadet.

## Artistes ardennais dans la collection
- Peintres : Jean-Baptise Couvelet, Eugène Damas, Émile Faynot, Paul Gondrexon, Eugène Thiery, Robert Roynette
- Sculpteurs : Aristide Croisy, Alphonse Colle

## Expositions

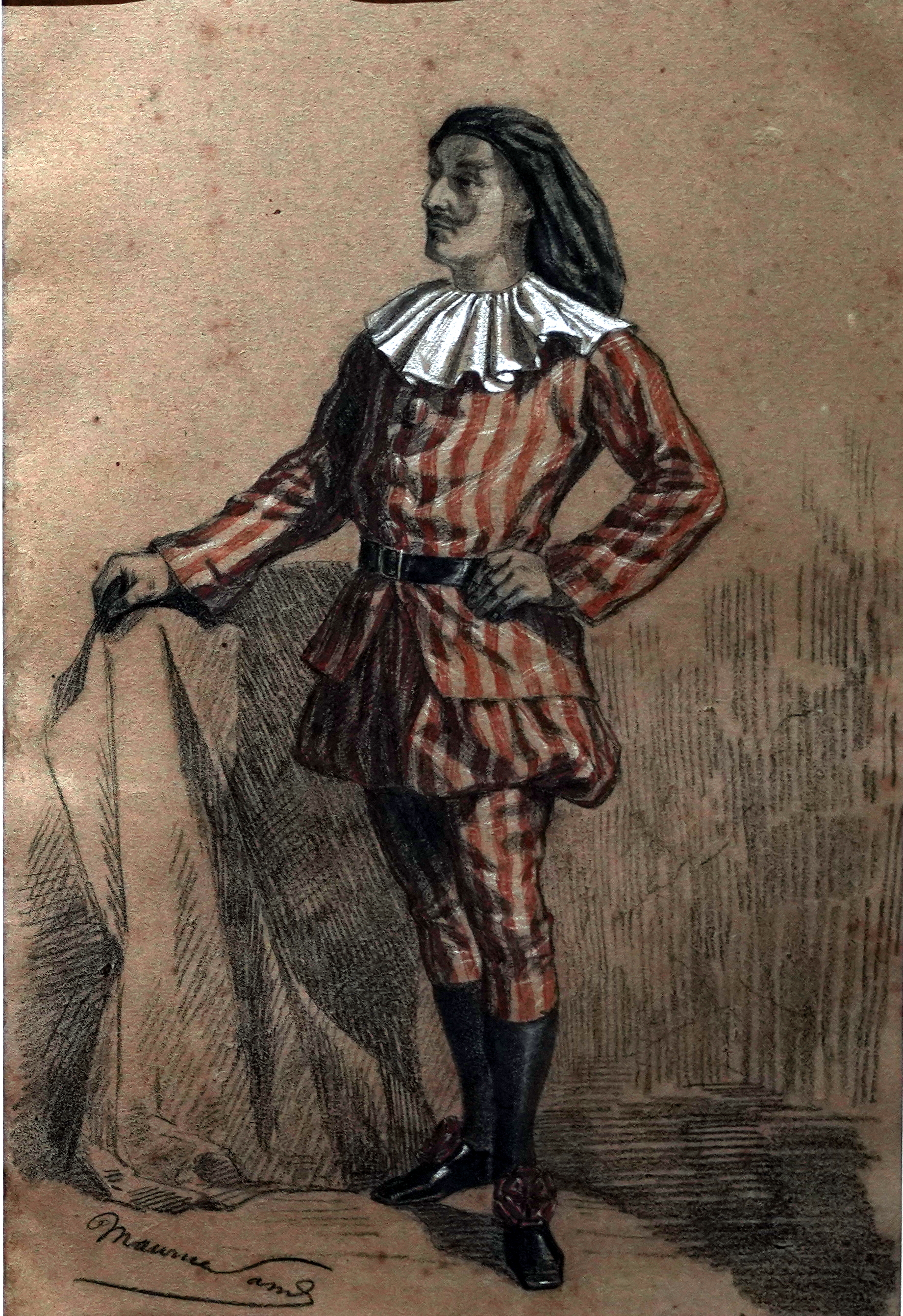
Lors de Exposition Sand et les marionnettes dessin de Maurice Sand en 2023.

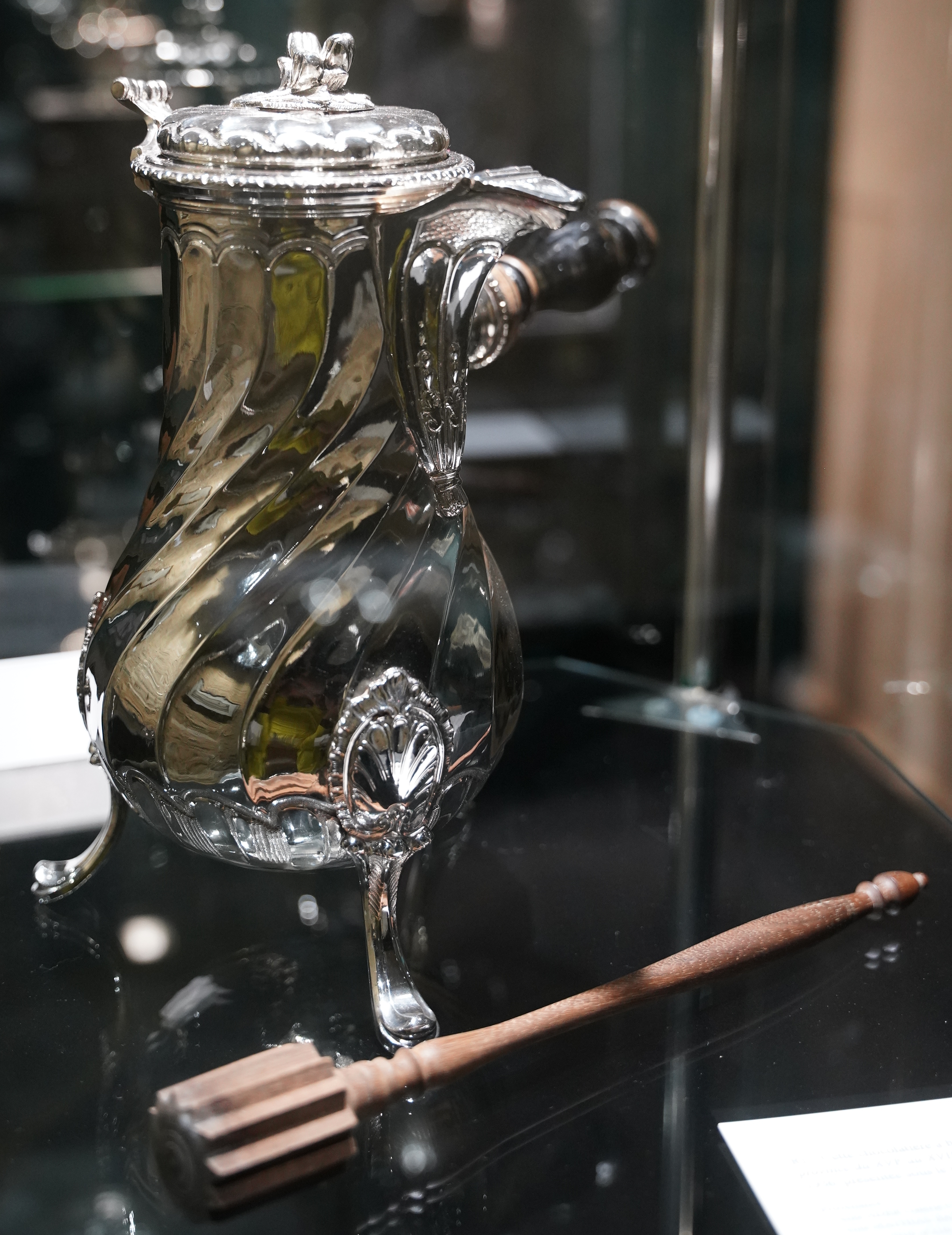
Chocolatière lors de L'orfèvrerie des Ardennes. Une génération de découvertes au musée de l'Ardenne en 2024.

Le musée présente entre 3 et 5 expositions temporaires par an, notamment une exposition consacrée aux arts de la marionnette qui accompagne chaque édition du Festival mondial des théâtres de marionnettes.
En 2007, une exposition a été consacrée à Jean Héraux, photographe ardennais. Cette exposition montrait de nombreux clichés pris dans la vie quotidienne des Ardennais, mais également des photos des destructions de la Seconde Guerre mondiale ou encore des inondations de 1941.
En 2017, l'exposition "Lafleur, Tchantchès et les autres" explorait les traditions de marionnettes du Nord-Est de l'Europe.
En 2017, l'exposition "Onkalo" conviait l'artiste Dominique Dauchy à investir l'espace du musée.
En 2018, l'exposition "Finir la guerre", dans le cadre du centenaire de l'armistice de 1918, revenait sur le contexte de sortie du conflit de la Première Guerre Mondiale, avec les derniers combats livrés dans les Ardennes et notamment la figure d'Augustin Trébuchon, dernier poilu mort au combat.
En 2018, l'exposition "L'essentiel est invisible pour les yeux" présentait 12 tableaux issus des collections du musée de l'Ardenne et du musée Arthur Rimbaud traduites en 3D par les procédés d'impression 3D et de fraisage numérique. Cette exposition était issue d'un projet mené en collaboration avec l'association Valentin Haüy. Les supports tactiles sont aujourd'hui disposés dans le parcours permanent des collections.
En 2019, l'exposition "Robert Roynette" révélait un peintre moderne natif des Ardennes.
En 2019, l'exposition "Corinne Deville" proposait la première rétrospective consacrée à cette artiste native des Ardennes, représentative de l'art brut.
En 2019, l'exposition "Entre ombres et lumières. 20 éditions d'un festival d'exception" offrait un panorama de l'histoire du Festival mondial des théâtres de marionnettes.